# Rhoicinus wallsi
Rhoicinus wallsi là một loài nhện trong họ Trechaleidae.
Loài này thuộc chi Rhoicinus. Rhoicinus wallsi được H. Exline miêu tả năm 1950.